# Richard Button
Richard Totten „Dick“ Button (* 18. Juli 1929 in Englewood, New Jersey; † 30. Januar 2025 in North Salem, New York) war ein US-amerikanischer Eiskunstläufer, der im Einzellauf startete. Er wurde Olympiasieger von 1948 und 1952, Weltmeister von 1948 bis 1952 und Europameister von 1948.

## Werdegang
Richard Button wuchs in Englewood, New Jersey auf. Im Alter von 12 Jahren begann er ernsthaft zu trainieren. Sein Vater schickte ihn nach New York um Stunden beim Eistanztrainer Joe Carroll zu nehmen. Dieser empfahl ihn Gustave Lussi, der Button für den Rest seiner Karriere trainieren sollte.
Mit 16 Jahren wurde Button 1946, nachdem er ein Jahr zuvor bereits Juniorenmeister geworden war, US-amerikanischer Meister bei den Senioren. Dies brachte ihm die Qualifikation für die Weltmeisterschaft 1947. Dort gewann er prompt die Silbermedaille hinter dem Schweizer Hans Gerschwiler. Es war das letzte Mal, dass er bei einem Wettbewerb schlechter als Platz eins abschnitt.
Bei dieser Weltmeisterschaft traf er Ulrich Salchow, der enttäuscht darüber war, dass Button nicht gewonnen hatte und ihm deswegen seinen ersten internationalen Pokal, den er 1901 gewonnen hatte, schenkte. Nach den Olympischen Spielen 1972 gab Button diese Trophäe aus denselben Gründen an John Misha Petkevich weiter.
Bei der Europameisterschaft 1948 kam es erneut zum Aufeinandertreffen mit Hans Gerschwiler. Diesmal gewann Button. Da von nun an keine Nicht-Europäer mehr zu Europameisterschaften zugelassen wurden, blieb Button der einzige Amerikaner, der je eine Eiskunstlauf-Europameisterschaft gewinnen konnte.
Auch bei den Olympischen Spielen 1948 standen sich Button und Gerschwiler gegenüber. Button wagte es, einen doppelten Axel in sein Programm aufzunehmen, da er diesen zum ersten Mal im Training, einen Tag vor dem Wettbewerb gestanden hatte. Es gelang ihm auch im Wettbewerb, den doppelten Axel zu stehen, was ihn zum ersten Eiskunstläufer machte, der dies in einem Wettbewerb schaffte. Button besiegte Gerschwiler und wurde damit der erste US-Amerikaner, der Eiskunstlauf-Olympiasieger wurde. Er ist bis heute der jüngste männliche Olympiasieger im Eiskunstlauf. Button konnte auch die anschließende Weltmeisterschaft für sich entscheiden, er traf dort zum letzten Mal auf Gerschwiler.
Im Februar 1948 waren Button, seine Mutter und sein Trainer zu einem Schaulaufen in Prag. Nachdem die Kommunisten die Macht ergriffen, mussten sie von der US-Armee außer Landes gebracht werden.
Button plante, im Herbst 1947 an der Yale-Universität zu studieren, verschob das aber um ein Jahr aufgrund der Olympischen Spiele. Ursprünglich wurde ihm versichert, dass er das Eiskunstlaufen neben dem Studium weiterverfolgen konnte, so lange seine Noten gut genug waren, aber später teilte man ihm mit, dass er das Eiskunstlaufen aufgeben müsse, wenn er sich in Yale einschriebe. Daraufhin bewarb er sich an der Harvard-Universität in Boston und wurde dort angenommen. Er konnte hier neben seinem Studium weiter Eiskunstlaufen, was er auch bis 1952 tat, wo er die Universität mit Abschluss verließ. Button trainierte im Skating Club of Boston und pendelte zwischen Boston und Lake Placid.
Button gewann jeden Wettbewerb, an dem er von nun an teilnahm. 1949 und 1950 gewann er denn Weltmeisterschaftstitel vor dem Ungarn Ede Király. Als amtierender Meister sowie erster Eiskunstläufer, der einen doppelten Axel sprang und den „Camel Spin“ ausführte, geriet Button von nun an unter Druck, weil man von ihm in jeder Saison einen neuen Sprung oder ein neues Element erwartete. 1949 zeigte er eine Kombination mit zwei doppelten Rittbergern, 1950 eine Kombination mit drei doppelten Rittbergern, 1951 eine Kombination mit einem doppelten Axel und einem doppelten Rittberger sowie eine andere mit zwei doppelten Axel-Sprüngen. Für die Saison 1952 arbeitete er zusammen mit Gustave Lussi an einem dreifachen Sprung. Sie trainierten für einen dreifachen Rittberger, den Button im Training zum ersten Mal im Dezember 1951 stand und später bei einem Schaulaufen in Wien. Bei den Olympischen Spielen 1952 landete er den dreifachen Rittberger erfolgreich und war somit der erste Eiskunstläufer, der einen Dreifachsprung in einem Wettbewerb stand. Button verteidigte seinen Olympiatitel und wurde anschließend zum fünften Mal in Folge Weltmeister, wie schon im Vorjahr vor seinem Landsmann James Grogan.
Mit fünf WM-Titeln ist Richard Button bis heute der erfolgreichste US-Amerikaner bei Weltmeisterschaften und insgesamt drittbester Eiskunstläufer hinter Ulrich Salchow und Karl Schäfer. Auch ist er der einzige US-Amerikaner mit zwei Olympiasiegen. Nur der Schwede Gillis Grafström holte einen Titel mehr bei Olympischen Spielen.
Auf nationaler Ebene hält Button mit seinen sieben Titeln in Folge von 1946 bis 1952 gemeinsam mit Roger Turner, dem das gleiche im Zeitraum von 1928 bis 1934 gelang, den Rekord.
Ab 1962 betätigte er sich als Eiskunstlaufkommentator bei ABC Sports. Durch die Analyse der Eiskunstlaufwettbewerbe bei Olympischen Spielen in den 1960er, 1970er und 1980er Jahren erfreute sich Button großer Popularität. 1981 gewann er den Emmy.
1976, im Jahr ihrer Gründung, wurde Button in die Eiskunstlauf Hall of Fame aufgenommen.
Button heiratete 1975 die Eiskunstlauftrainerin Slavka Kohout, die Ehe wurde 1983 geschieden. Das Paar hatte zwei Kinder, Edward und Emily.
Am 5. Juli 1978 erlitt Button eine schwere Kopfverletzung, als er eines der Opfer einer Gang wurde, die im Central Park, mit Baseballschlägern bewaffnet, Passanten zusammenschlug.
Am 31. Dezember 2000 erlitt Button einen Schädelbruch, als er auf einer öffentlichen Eisbahn im Westchester County im Staat New York stürzte. Er erholte sich wieder davon.
Noch 2010 kommentierte er die Eiskunstlaufwettbewerbe der Olympischen Spiele für NBC.

## Ergebnisse
| Wettbewerb / Jahr                | 1944  | 1945  | 1946 | 1947 | 1948 | 1949 | 1950 | 1951 | 1952 |
| -------------------------------- | ----- | ----- | ---- | ---- | ---- | ---- | ---- | ---- | ---- |
| Olympische Winterspiele          |       |       |      |      | 1.   |      |      |      | 1.   |
| Weltmeisterschaften              |       |       |      | 2.   | 1.   | 1.   | 1.   | 1.   | 1.   |
| Europameisterschaften            |       |       |      |      | 1.   |      |      |      |      |
| US-amerikanische Meisterschaften | 1. N. | 1. J. | 1.   | 1.   | 1.   | 1.   | 1.   | 1.   | 1.   |

- N = Novize; J = Junior

## Einzelnachweis
1. ↑  Dick Button, 95, Figure Skating Champion and Commentator, Dies. In: nytimes.com. 31. Januar 2025, abgerufen am 31. Januar 2025.

| Personendaten    | Personendaten                    |
| ---------------- | -------------------------------- |
| NAME             | Button, Richard                  |
| ALTERNATIVNAMEN  | Button, Dick (Spitzname)         |
| KURZBESCHREIBUNG | US-amerikanischer Eiskunstläufer |
| GEBURTSDATUM     | 18. Juli 1929                    |
| GEBURTSORT       | Englewood (New Jersey), USA      |
| STERBEDATUM      | 30. Januar 2025                  |
| STERBEORT        | North Salem, New York            |